# Sitio de Calais (1558)
El asedio de Calais fue una batalla parte de la Guerra italiana de 1551-1559 que enfrentó al Reino de Francia y al Reino de Inglaterra y que se saldó con la toma de Calais, que había estado en manos inglesas desde 1347, por las tropas francesas.

## Antecedentes

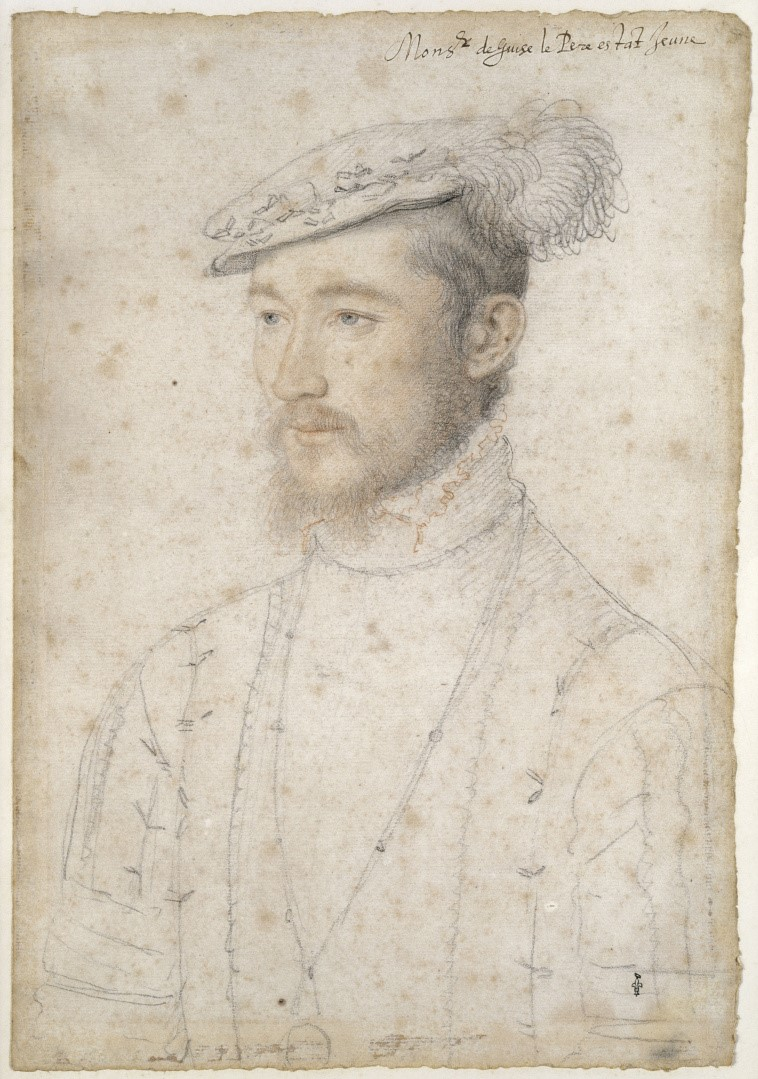
Francisco de Guisa por François Clouet

En 1347 y tras un asedio de once meses Eduardo III se hacía con Calais; una plaza de vital importancia para el esfuerzo militar de los ingleses pues permitía el desembarco de una gran cantidad de tropas y logística. Calais carecía de defensas naturales. El control inglés dependía de sus fortificaciones. Estas tenían un alto coste en materiales y por la guarnición que debía de guardarlas. Dicha guarnición tenía numerosos enfrentamientos con las tropas franco-borgoñonas, pero el enfrentamiento de estos últimos con el ejército del ducado de Borgoña alivió la situación y permitió el florecimiento de Calais durante 150 años. 
La victoria en la Batalla de Nancy de Luis XI sobre Carlos I de Borgoña en 1477 y la anexión de Picardía a la Corona francesa marcaron el fin del status quo sobre la posesión de Calais. Durante casi un siglo, la Casa de Valois había preferido enfrentarse a los diferentes Estados que componen la actual Italia antes de recuperar Calais. Aun así en el siglo XVI tuvo diferentes enfrentamiento con los ingleses (1526, 1544 y 1547). En 1557 Francia rompe la Tregua de Vaucelles firmada con Carlos V y reanuda las hostilidades contra el Reino de Nápoles. Francisco de Guisa que había formado un ejército y se había preparado para dirigirlo hacía tierras italianas para enfrentarse a los españoles, es llamado a Picardía donde es ascendido a Teniente General de Francia. 
Con gran secreto el rey Enrique II manda atacar Calais con un ejército de 30.000 hombres antes de que los ingleses, regidos por María I de Inglaterra, esposa de Felipe II, pudieran mandar un ejército.

## Batalla

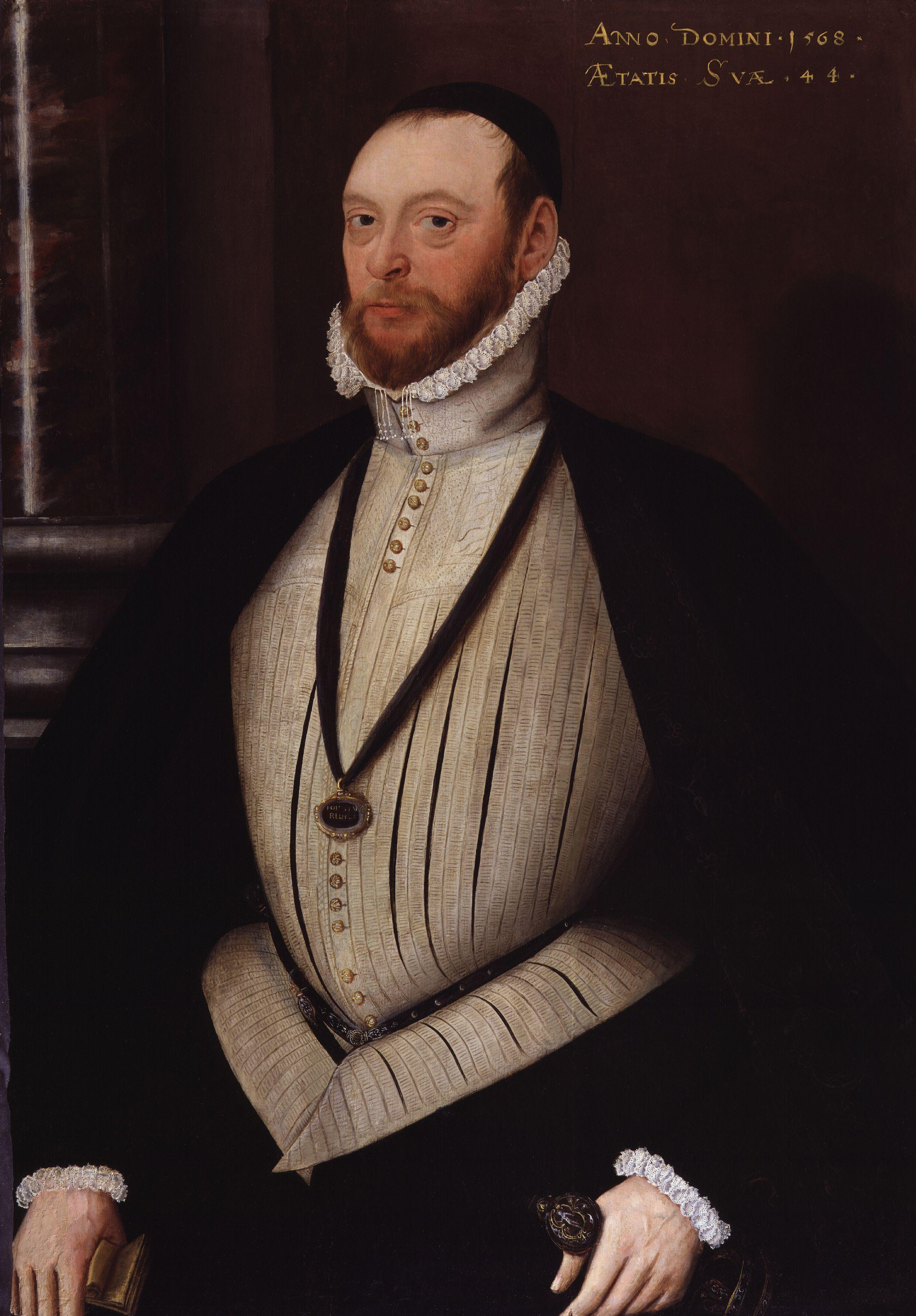
Thomas Wentworth, 2.º Baron Wentworth

El 1 de enero una avanzadilla del ejército francés se apoderó de los pueblos de Nielles-lès-Calais, Fraaituin y Zandgat. Al día siguiente el grueso del ejército tomó Fort Riban, una fortaleza levantada por los ingleses con el fin de tomar Calais en 1346. El tercer día los franceses avanzaron con la artillería y tomaron Fort Nieulay. Ante tal ataque las defensas se vieron totalmente superadas y el 7 de enero el 2.º barón Wentworth se rendía y entregaba las llaves de la ciudad a los franceses.
Unos días más tarde, las tropas de Francisco de Guisa tomaron las poblaciones de Guinne y Hames y con ello Inglaterra perdía las últimas posesiones en la Francia continental.

## Consecuencias
Calais fue finalmente perdida por la monarca inglesa María I, tras el asedio de Calais en 1558. La caída de Calais marcó la pérdida de la última posesión de Inglaterra en Francia continental. El botín que se llevaron los franceses fue mayor de lo que esperaban: alimentos para tres meses y cerca de 300 armas.
Enrique II de Francia llegó a Calais el 23 de enero de 1558. Francia había reconquistado el último territorio que había perdido en la Guerra de los Cien Años y había puesto fin a dos siglos de luchas entre Inglaterra y Francia. La nueva administración francesa hizo una demarcación particularmente eficiente de la frontera, creó una nueva división de las tierras de cultivo, reorganizó los 24 administraciones territoriales y reconstruyó pueblos e iglesias. Lord Wentworth y el resto de residentes ingleses no sufrieron ningún daño y fueron escoltados hacía los barcos que les permitieron cruzar el Canal de la Mancha. 
Calais fue declarada "tierra ganada al mar" para conmemorar la restauración del dominio francés.
Francisco de Guisa desde Calais contraatacó a los españoles durante el verano.  Atacó Thionville y Arlon (destruyendo el castillo y media ciudad de esta última). Cuando se preparaba para invadir Luxemburgo se firmó la Paz de Cateau-Cambrésis que daba Calais a los franceses por ocho años y que le permitía seguir con ella pagando 500.000 escudos de oro.